# Leisingit
Leisingit ist ein sehr selten vorkommendes Mineral aus der Mineralklasse der „Oxide und Hydroxide“ mit der idealisierten, chemischen Zusammensetzung Cu2MgTe6+O6·6H2O und damit chemisch gesehen ein wasserhaltiges Kupfer-Magnesium-Tellur-Oxid.
Leisingit kristallisiert im trigonalen Kristallsystem und entwickelt meist hexagonale, tafelige Kristalle mit glasähnlichem Glanz auf den Oberflächen, die einzeln stehen oder in büscheligen und rosettenartigen Aggregaten gruppiert sein können. Die durchsichtigen bis durchscheinenden Kristalle sind von hellgelber bis orangegelber Farbe und auch seine Strichfarbe ist hellgelb.

## Etymologie und Geschichte
Entdeckt wurde Leisingit in der „Centennial Eureka Mine“ in den Tintic Mountains (Juab County) im US-Bundesstaat Utah und beschrieben 1996 durch Andrew C. Roberts, Lee A. Groat, Joel D. Grice, Robert A. Gault, Martin C. Jensen, Elizabeth A. Moffatt und John A. R. Stirling, die das Mineral nach Joseph F. Leising (1949–) benannten, um seine Mithilfe bei der Sammlung der Sekundärminerale von den Abraumhalden der „Centennial Eureka Mine“ zu würdigen.

## Klassifikation
Da der Leisingit erst 1995 als eigenständiges Mineral anerkannt wurde, ist er in der seit 1977 veralteten 8. Auflage der Mineralsystematik nach Strunz noch nicht verzeichnet. Einzig im Lapis-Mineralienverzeichnis nach Stefan Weiß, das sich aus Rücksicht auf private Sammler und institutionelle Sammlungen noch nach dieser klassischen Systematik von Karl Hugo Strunz richtet, erhielt das Mineral die System- und Mineral-Nr. IV/K.15-18. In der „Lapis-Systematik“ entspricht dies der Klasse der „Oxide und Hydroxide“ und dort der Abteilung „Sulfite, Selenite und Tellurite“, wo Leisingit zusammen mit Agait, Andychristyit, Backit, Bairdit, Brumadoit, Cesbronit, Cuzticit, Dagenaisit, Eckhardit, Frankhawthorneit, Fuettererit, Jensenit, Khinit, Kuranakhit, Markcooperit, Mcalpineit, Mojaveit, Montanit, Ottoit, Paratimroseit, Raisait, Timroseit, Utahit, Xocolatlit, Xocomecatlit und Yafsoanit die Gruppe der „Tellurate mit [Te6+O6]6−-Gruppen und verwandte Strukturen“ bildet.
Die von der International Mineralogical Association (IMA) zuletzt 2009 aktualisierte 9. Auflage der Strunzschen Mineralsystematik ordnet den Leisingit ebenfalls in die Klasse der „Oxide und Hydroxide“, dort allerdings in die Abteilung der „Hydroxide (ohne V oder U)“ ein. Diese ist zudem weiter unterteilt nach der möglichen Anwesenheit von Kristallwasser und der Kristallstruktur, so dass das Mineral entsprechend seiner Zusammensetzung und seinem Aufbau in der Unterabteilung der „Hydroxide mit H2O ± (OH); Lagen kantenverknüpfter Oktaeder“ zu finden ist, wo es als einziges Mitglied die unbenannte Gruppe 4.FL.65 bildet.
Die vorwiegend im englischen Sprachraum gebräuchliche Systematik der Minerale nach Dana ordnet den Leisingit dagegen in die Klasse der „Sulfate, Chromate und Molybdate“ und dort in die Abteilung der „Selenate und Tellurate“ ein. Hier ist er einziges Mitglied in der unbenannten Gruppe 33.02.09 innerhalb der Unterabteilung der „Selenate und Tellurate mit A+(B2+)mXO6Zq × x(H2O), x kann gleich 0 sein“ zu finden.

## Kristallstruktur
Leisingit kristallisiert trigonal in der Raumgruppe P31m (Raumgruppen-Nr. 162) mit den Gitterparametern a = 5,32 Å und c = 9,72 Å sowie einer Formeleinheit pro Elementarzelle.

## Bildung und Fundorte
Leisingit bildet sich als sehr seltenes Sekundärmineral in der Oxidationszone von tellurhaltigen Kupfer-Gold-Silber-Lagerstätten. Begleitminerale sind unter anderem Cesbronit, Jensenit, Hämatit und Quarz.
Außer an seiner Typlokalität „Centennial Eureka Mine“ konnte Leisingit bisher (Stand: 2011) an keinem weiteren Fundort nachgewiesen werden.